# Leon Edwards
Leon Aaron Edwards (ur. 25 sierpnia 1991 w Kingston) – angielski zawodnik MMA pochodzenia jamajskiego walczący w kategorii półśredniej. Od 2014 roku zawodnik UFC. Autor jednego z najszybszych nokautów w historii UFC. Od 20 sierpnia 2022 roku do 28 lipca 2024 mistrz UFC w wadze półśredniej.

## Życiorys
Urodził się w Kingston na Jamajce. W dzieciństwie mieszkał z rodzicami i bratem w jednopokojowym domu. Dorastając, był otoczony przestępczością, a jego ojciec był zaangażowany w coś, co określa jako „wątpliwe działania”. W wieku dziewięciu lat Edwards przeniósł się do dzielnicy Aston w Birmingham, w Anglii. Gdy miał trzynaście lat jego ojciec został zastrzelony w jednym z londyńskich klubów nocnych. W późniejszych latach Edwards był zaangażowany w działalność przestępczą, taką jak handel narkotykami, walki uliczne i posiadanie noży. W wieku 17 lat postanowił wyjść ze swojego dotychczasowego stylu życia, kiedy to jego matka nakłoniła go do trenowania MMA.

## Kariera MMA

### Wczesna kariera
Zawodowo zadebiutował w mieszanych sztukach walki w czerwcu 2011 roku, pokonując przeciwnika przez nokaut techniczny w pierwszej rundzie. Walczył w małych brytyjskich federacjach Fight UK MMA i SAH. Pierwszą porażkę w karierze poniósł w lutym 2012 roku – zadał przeciwnikowi niedozwolone uderzenie kolanem w głowę i został za to zdyskwalifikowany.
Przez ponad dwa lata z sukcesem rywalizował w organizacji BAMMA, gdzie odniósł łącznie pięć zwycięstw, w tym zdobycie i obronę tytułu mistrza w kategorii półśredniej.

### UFC
Mając na swoim koncie osiem zwycięstw i tylko jedną porażkę, Edwards zwrócił na siebie uwagę największej na świecie organizacji Ultimate Fighting Championship, z którą w 2014 roku podpisał długoterminowy kontrakt. Po raz pierwszy wszedł do oktagonu UFC w listopadzie tego samego roku, przegrywając niejednogłośną decyzją z Brazylijczykiem Claudio Silvą.
W kwietniu 2015 roku znokautował Setha Baczyńskiego w osiem sekund i zdobył premię za najlepszy występ wieczoru. Później na gali UFC Fight Night: Bisping vs. Leites pokonał na punkty Pawła Pawlaka
19 grudnia 2015 na UFC on Fox: dos Anjos vs. Cowboy 2 przegrał jednogłośnie z Kamaru Usmanem, zwycięzcą reality show The Ultimate Fighter.
Od 2016 roku ma kontynuował passę zwycięstw, pokonując takich zawodników jak Dominica Watersa, Vicentego Luque, Bryana Barberenę czy Petera Sobottę.
W czerwcu 2018 roku w głównej walce wieczoru gali UFC Fight Night: Cowboy vs. Edwards jednogłośną decyzją zwyciężył nad Donaldem Cerrone.
20 lipca 2019 podczas UFC on ESPN 4 zmierzył się z byłym mistrzem wagi lekkiej UFC, Rafaelem dos Anjosem. Wygrał walkę jednogłośną decyzją.
W pierwszej walce z nowego kontraktu Edwards miał zmierzyć się z Tyronem Woodleyem 21 marca 2020, jednak ograniczenia związane z Covid-19 zmusiły Anglika do wycofania się. Wydarzenie miało zostać przeniesione z Londynu do Stanów Zjednoczonych, a następnie zostało odwołane.
Po 425-dniowej przerwie od jego ostatniej walki, UFC usunęło Edwardsa z rankingów UFC z powodu braku aktywności. Dzień później ogłoszono, że miał zmierzyć się z niepokonanym Chamzatem Czimajewem na gali UFC Fight Night 183 19 grudnia 2020 roku. Wiązało się to z powrotem Edwardsa na 3. miejsce oficjalnego rankingu. 29 listopada ogłoszono, że Czimajew rzekomo uzyskał pozytywny wynik testu na obecność Covid-19, co oznaczało, że walka została uznana za zagrożoną. 1 grudnia Edwards oficjalnie uzyskał pozytywny wynik testu na obecność Covid-19, więc walka została przełożona. 22 grudnia ogłoszono, że walka została przełożona na przypadającą 20 stycznia 2021 roku galę UFC Fight Night 185. Z kolei Czimajew wycofał się z występu 29 grudnia z powodu utrzymujących się skutków COVID-19. W rezultacie walka kolejny raz została tymczasowo odwołana. 18 lutego ogłoszono, że Belal Muhammad będzie zastępczym przeciwnikiem Edwardsa. Na początku drugiej rundy Anglik nieintencjonalnie sfaulował rywala, trafiając go palcem w oko, czym spowodował poważną kontuzję Muhammada.

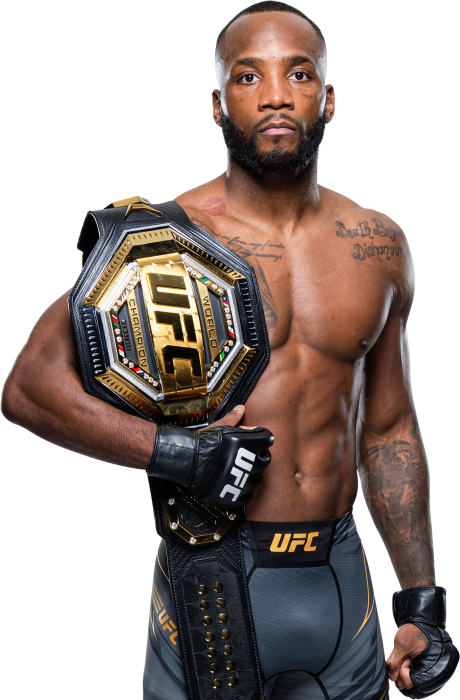
Leon Edwards z pasem mistrzowskim UFC wagi półśredniej.

Oczekiwano, że 15 maja 2021 r. na gali UFC 262 zmierzy się z Natem Diazem. Oznaczało to, że po raz pierwszy w historii organizacja zaplanowała 5 rundową walkę, która nie była walką wieczoru i nie miała w stawce tytułu mistrzowskiego. W późniejszym czasie pojedynek przeniesiono na UFC 263 z powodu drobnej kontuzji Diaza. Edwards kontrolował zdecydowaną większość walki, ale pod koniec piątej rundy został naruszony ciosami. Ostatecznie wygrał walkę jednogłośną decyzją (49–46, 49–46, 49–46).
Edwards miał zmierzyć się z Jorge Masvidalem 11 grudnia 2021 roku na gali UFC 269, jednak Amerykanin wycofał się z powodu kontuzji i walka została odwołana.

#### Mistrz wagi półśredniej
W sierpniu 2022 roku podczas UFC 278 brutalnie znokautował kopnięciem na głowę w piątej rundzie Kamaru Usmana i został mistrzem UFC w wadze półśredniej.
19 marca 2023 roku w głównej walce wieczoru na UFC 286 pokonał większościową decyzją sędziów Kamaru Usmana w trylogii, broniąc tytułu UFC w wadze półśredniej.
W drugiej obronie tytułu Edwards zmierzył się z Colbym Covingtonem w walce wieczoru gali UFC 296, która odbyła się 16 grudnia 2023. Wygrał walkę jednogłośną decyzją.
27 lipca 2024 podczas wydarzenia UFC 304 w Manchesterze stracił pas mistrzowski wagi półśredniej, ulegając na pełnym dystansie w walce rewanżowej Belalowi Muhammadowi. Była to jego pierwsza porażka od 9 lat.

#### Walki po utracie pasa
W grudniu 2024 roku, w rozmowie z portalem DAZN Boxing, ogłosił, że w następnym roku wystąpi w walce wieczoru marcowej gali w Londynie. Na początku stycznia 2025 roku, ogłoszono jego pojedynek z Jackiem Dellą Maddaleną. W późniejszym czasie Australijczyk został usunięty z karty walk w i został zastąpiony przez Seana Brady'ego.. Edwards w czwartej rundzie został poddany przez rywala duszeniem gilotynowym.

## Osiągnięcia

### Mieszane sztuki walki
- BAMMA
  - 2014: Mistrz BAMMA w wadze półśredniej
- Ultimate Fighting Championship
  - 2022-2024: Mistrz UFC w wadze półśredniej
  - Szósty najszybszy nokaut w historii UFC vs. Seth Baczynski

## Lista zawodowych walk MMA
| Wynik     | Bilans   | Przeciwnik (bilans przed walką) | Rozstrzygnięcie                      | Runda | Czas | Rozgrywki                               | Data       | Miejsce        | Uwagi |
| --------- | -------- | ------------------------------- | ------------------------------------ | ----- | ---- | --------------------------------------- | ---------- | -------------- | --- |
| Przegrana | 22-5 (1) | Sean Brady (17-1)               | Poddanie (duszenie gilotynowe)       | 4     | 1:39 | UFC Fight Night: Edwards vs. Brady      | 22.03.2025 | Londyn         | Main Event. |
| Przegrana | 22-4 (1) | Belal Muhammad (23-3. 1 NC)     | Decyzja (jednogłośna)                | 5     | 5:00 | UFC 304                                 | 27.07.2024 | Manchester     | Stracił pas mistrzowski UFC wadze półśredniej. Main Event                                                                          |
| Wygrana   | 22-3 (1) | Colby Covington (17-3)          | Decyzja (jednogłośna)                | 5     | 5:00 | UFC 296                                 | 16.12.2023 | Las Vegas      | Obronił pas mistrzowski UFC wadze półśredniej. Main Event                                                                          |
| Wygrana   | 21-3 (1) | Kamaru Usman (20-2)             | Decyzja (większościowa)              | 5     | 5:00 | UFC 286: Edwards. Usman 3               | 18.03.2023 | Londyn         | Obronił pas mistrzowski UFC w wadze półśredniej. Edwardsowi został odjęty 1 punkt w 3 rundzie z powodu złapania siatki. Main Event |
| Wygrana   | 20-3 (1) | Kamaru Usman (20-1)             | KO (wysokie kopnięcie na głowę)      | 5     | 4:04 | UFC 278                                 | 20.08.2022 | Salt Lake City | Zdobył pas mistrzowski UFC w wadze półśredniej. Bonus za występ wieczoru. Main Event                                               |
| Wygrana   | 19-3 (1) | Nate Diaz (20-12)               | Decyzja (jednogłośna)                | 5     | 5:00 | UFC 263                                 | 12.06.2021 | Glendale       | |
| Nieodbyta | 18-3 (1) | Belal Muhammad (18-3)           | No contest (cios palcem w oko)       | 2     | 0:18 | UFC Fight Night: Edwards vs. Muhammad   | 13.03.2021 | Las Vegas      | |
| Wygrana   | 18-3     | Rafael dos Anjos (29-11)        | Decyzja (jednogłośna)                | 5     | 5:00 | UFC on ESPN: dos Anjos vs. Edwards      | 20.07.2019 | San Antonio    | |
| Wygrana   | 17-3     | Gunnar Nelson (17-3-1)          | Decyzja (jednogłośna)                | 3     | 5:00 | UFC Fight Night: Till vs. Masvidal      | 16.03.2019 | Londyn         | |
| Wygrana   | 16-3     | Donald Cerrone (33-10)          | Decyzja (jednogłośna)                | 3     | 5:00 | UFC Fight Night: Cowboy vs. Edwards     | 23.06.2018 | Kallang        | |
| Wygrana   | 15-3     | Peter Sobotta (17-5-1)          | TKO (ciosy pięściami)                | 3     | 4:59 | UFC Fight Night: Werdum vs. Volkov      | 17.03.2018 | Londyn         | |
| Wygrana   | 14-3     | Bryan Barberena (13-4)          | Decyzja (jednogłośna)                | 3     | 5:00 | UFC Fight Night: Volkov vs. Struve      | 02.09.2017 | Rotterdam      | |
| Wygrana   | 13-3     | Vicente Luque (11-5-1)          | Decyzja (jednogłośna)                | 3     | 5:00 | UFC Fight Night: Manuwa vs. Anderson    | 18.03.2017 | Londyn         | |
| Wygrana   | 12-3     | Albiert Tumienow (16-3)         | Poddanie (duszenie zza pleców)       | 3     | 3:01 | UFC 204: Bisping vs. Henderson 2        | 08.10.2016 | Manchester     | |
| Wygrana   | 11-3     | Dominic Waters (9-4)            | Decyzja (jednogłośna)                | 3     | 5:00 | UFC Fight Night: Overeem vs. Arlovski   | 08.05.2016 | Rotterdam      | |
| Przegrana | 10-3     | Kamaru Usman (6-1)              | Decyzja (jednogłośna)                | 3     | 5:00 | UFC on Fox: dos Anjos vs. Cowboy 2      | 19.12.2015 | Orlando        | |
| Wygrana   | 10-2     | Paweł Pawlak (11-1)             | Decyzja (jednogłośna)                | 3     | 5:00 | UFC Fight Night: Bisping vs. Leites     | 18.07.2015 | Glasgow        | |
| Wygrana   | 9-2      | Seth Baczynski (19-12)          | KO (ciosy pięściami)                 | 1     | 0:08 | UFC Fight Night: Gonzaga vs Cro Cop 2   | 11.04.2015 | Kraków         | Bonus za występ wieczoru |
| Przegrana | 8-2      | Cláudio Silva (10-1)            | Decyzja (niejednogłośna)             | 3     | 5:00 | UFC Fight Night: Shogun vs. Saint Preux | 08.11.2014 | Uberlândia     | Debiut w UFC |
| Wygrana   | 8-1      | Shaun Taylor (7-0)              | KO (cios pięścią)                    | 3     | 3:30 | BAMMA 16                                | 13.09.2014 | Manchester     | Obronił pas mistrzowksi BAMMA w wadze półśredniej                                                                                  |
| Wygrana   | 7-1      | Wayne Murrie (17-5-1)           | Poddanie (duszenie zza pleców)       | 3     | 3:13 | BAMMA 15                                | 05.05.2014 | Hackney Wick   | Zdobył pas mistrzowksi BAMMA w wadze półśredniej                                                                                   |
| Wygrana   | 6-1      | Wendle Lewis (6-1)              | KO (ciosy pięściami)                 | 1     | 1:20 | BAMMA 14                                | 14.12.2013 | Birmingham     | |
| Wygrana   | 5-1      | Adam Boussif (3-1)              | Poddanie (duszenie trojkątne rękoma) | 1     | 2:10 | BAMMA 13                                | 13.09.2013 | Birmingham     | |
| Wygrana   | 4-1      | Jonathan Bilton (3-1)           | TKO (kolana)                         | 2     | 1:11 | BAMMA 11                                | 01.12.2012 | Birmingham     | |
| Wygrana   | 3-1      | Craig White (6-4)               | Techniczna Decyzja (jednogłośna)     | 2     | 5:00 | SAH 14: Strength And Honour 14          | 03.11.2012 | Exeter         | |
| Przegrana | 2-1      | Delroy McDowell (2-0)           | DQ (nielegalne kolano)               | 3     | 2:40 | Fight UK MMA: Fight UK 6                | 25.02.2012 | Leicester      | Powrót do wagi półśredniej |
| Wygrana   | 2-0      | Paweł Zwiefka (0-0)             | Decyzja (jednogłośna)                | 3     | 5:00 | Fight UK MMA: Fight UK 5                | 19.11.2011 | Leicester      | Debiut w wadze średniej |
| Wygrana   | 1-0      | Damian Zlotnicki (1-0)          | TKO (ciosy pięściami)                | 1     | 2:15 | Fight UK MMA: Fight UK 4                | 05.06.2011 | Leicester      | Debiut w wadzie półśredniej |